# Llista d'alcaldes de Sant Cugat del Vallès
La llista d'alcaldes de Sant Cugat del Vallès comença el 1835 amb Francesc d'Asís Majó Fatjó:
| Núm.                         | Nom                             | inici de mandat        | Fi de mandat           | Partit                   |
| ---------------------------- | ------------------------------- | ---------------------- | ---------------------- | ------------------------ |
| Revolució Liberal            |                                 |                        |                        |                          |
| 1                            | Francesc d'Asís Majó Fatjó      | 1835                   | 1836                   |                          |
| 2                            | Josep Vilaró Villà              | 1837                   | 1838                   |                          |
| 3                            | Josep Bruix Trabal              | 1838                   | 1839                   |                          |
| 4                            | Joaquim Serraboguñà Feliu       | 1839                   | 1840                   |                          |
| 5                            | Jaume Tortosa Català            | 1840                   | 1841                   |                          |
| 6                            | Francesc Borrell Villà          | 1841                   | 1842                   |                          |
| 7                            | Pere Calvet                     | agost 1842             | agost 1844             |                          |
| 8                            | Damià Sardà Sardà               | 1843                   |                        |                          |
| Regnat d'Isabel II           |                                 |                        |                        |                          |
| 9                            | Jaume Margenat Palet            | 1844                   | 1845                   |                          |
| 10                           | Francesc d’Asís Majó Fatjó      | 1846                   | 1847                   |                          |
| 11                           | Joan Vilaseca Viver             | 1848                   | 1849                   |                          |
| 12                           | Pere Janer Borrell              | 1850                   |                        |                          |
| 13                           | Miquel Farrés Català            | 1850                   | 1851                   |                          |
| 14                           | Josep Masana Munt               | 1852                   | 1854                   |                          |
| 15                           | Jaume Margenat Pascual          | 1854                   | 1856                   |                          |
| 16                           | Francesc Pila                   | 1856                   |                        |                          |
| 17                           | Tomàs Feliu Puigcarbó           | 1856                   | 1857                   |                          |
| 18                           | Antoni Castellví Trabal         | 1857                   | 1858                   |                          |
| 19                           | Jacint Sanjuan Delaire          | 1859                   |                        |                          |
| 20                           | Pere Rodó Roca                  | 1859                   | 1863                   |                          |
| 21                           | Miquel Ribatallada Bruix        | 1863                   | 1865                   |                          |
| 22                           | Martí Roig Borrell              | 1865                   | 1868                   |                          |
| Sexenni Democràtic           |                                 |                        |                        |                          |
| 23                           | Joan Aymerich Serraboguñà       | 1868                   | 1869                   |                          |
| 24                           | Joan Tortosa Valls              | 1869                   |                        |                          |
| 25                           | Tomàs Fàbregas Pons             | 1870                   | 1871                   |                          |
| 26                           | Joan Tortosa Valls              | 1870                   | 1871                   |                          |
| 27                           | Jaume Ribatallada Domènech      | 1871                   | 1873                   |                          |
| 28                           | Jaume Castañé Sobregrau         | 1873                   |                        |                          |
| 29                           | Francesc Borrell Serra          | 1874                   |                        |                          |
| 30                           | Rafael Mas Civil                | 1874                   | 1875                   |                          |
| Restauració borbònica        |                                 |                        |                        |                          |
| 31                           | Josep Pila Rodó                 | 1875                   | 1876                   |                          |
| 32                           | Joan Domènech Farriol           | 1876                   |                        |                          |
| 33                           | Francesc Borrell Serra          | 1876                   | 1881                   |                          |
| 34                           | Miquel San Nonell               | 1881                   | 1884                   |                          |
| 35                           | Antoni Casas Perich             | 1884                   | 1885                   |                          |
| 36                           | Pere Casals Castañé             | 1885                   | 1886                   |                          |
| 37                           | Josep Tortosa Pujol             | 1886                   | 1887                   |                          |
| 38                           | Miquel San Nonell               | 1887                   | 1890                   |                          |
| 39                           | Tomàs Fàbregas Pons             | 1890                   | 1891                   |                          |
| 40                           | Benet Isidre Juliana Buscallà   | 1891                   | 1894                   |                          |
| 41                           | Josep Borrell Boldú             | 1894                   | 1895                   |                          |
| 42                           | Ramon Sagalés Ratés             | 1895                   | 1896                   |                          |
| 43                           | Antoni Serra Varoy              | 1896                   | 1897                   |                          |
| 44                           | Josep Borrell Boldú             | 1897                   | 1906                   |                          |
| 45                           | Pere Estapé Franquesa           | 1906                   | 1909                   |                          |
| 46                           | Martí Rodó Rabella              | 1909                   | 1922                   |                          |
| 47                           | Pere Estapé Franquesa           | 1922                   | 1923                   |                          |
| Dictadura de Primo de Rovira |                                 |                        |                        |                          |
| 48                           | Francesc Cahís Juliana          | 1923                   | 1924                   |                          |
| 49                           | Pere Estapé Franquesa           | 1924                   | 1930                   |                          |
| 50                           | Antoni Sallés Borrell           | 1930                   | 1931                   |                          |
| II República i Guerra Civil  |                                 |                        |                        |                          |
| 51                           | Roc Codó Serra                  | 1931                   | 1934                   | Centre Republicà Federal |
| 52                           | Alfons Masana Sallés            | 1934                   | 1935                   | Conjunció Catalanista    |
| 53                           | Joan Altés Bargalló             | 1935                   | 1936                   | Centre Republicà Radical |
| 54                           | Gabriel Montañà Estapé          | 27 de gener de 1936    | 17 de febrer de 1936   | Lliga Catalana           |
| 55                           | Roc Codó Serra                  | 1936                   |                        |                          |
| 56                           | Magí Bartralot Auladell         | 1936                   | 1938                   | Centre Republicà Federal |
| 57                           | Pere Puig Pla                   | 1938                   |                        | CNT                      |
| 58                           | Ismael Castelló Vicedo          | 1938                   |                        | CNT                      |
| 59                           | Isidoro Checa Valero            | 1938                   | 1939                   | CNT                      |
| Dictadura Franco             |                                 |                        |                        |                          |
| 60                           | León Berbis Bosque              | 1939                   | 1940                   |                          |
| 61                           | Nicolás Villar Recio            | 1940                   | 1947                   |                          |
| 62                           | Albert Rosàs Macià              | 1947                   |                        |                          |
| 63                           | Pau Muñoz Castanyer             | 1947                   | 1949                   |                          |
| 64                           | Jordi Prat Ballester            | 1949                   |                        |                          |
| 65                           | Santiago Rodó Enrich            | 1949                   | 1956                   |                          |
| 66                           | Josep Martí Gras                | 1956                   | 1960                   |                          |
| 67                           | Josep Barnils Solà              | 1960                   | 1975                   |                          |
| 68                           | Francesc de P. Llatjós Garcia   | 1975                   | 1979                   |                          |
| Democràcia                   |                                 |                        |                        |                          |
| 69                           | Àngel Casas Boladeras           | 19 d'abril de 1979     | 28 de maig de 1983     | PSC                      |
| 70                           | Josep Oriol Nicolau i Compte    | 28 de maig de 1983     | 30 de juny de 1930     | PSC                      |
| 71                           | Joan Aymerich i Aroca           | 30 de juny de 1987     | 12 de juny de 1999     | CiU                      |
| 72                           | Lluís Miquel Recoder i Miralles | 12 de juny de 1999     | 28 de desembre de 2010 | CiU                      |
| 73                           | Mercè Conesa Pagès              | 28 de desembre de 2010 | 7 de juny de 2018      | CiU                      |
| 74                           | Carmela Fortuny Camarena        | 7 de juny de 2018      | 15 de juny de 2019     | CiU                      |
| 75                           | Mireia Ingla Mas                | 15 de juny de 2019     | 17 de juny de 2023     | ERC                      |
| 76                           | Josep Maria Vallès Navarro      | 17 de juny de 2023     |                        | JXCAT                    |